# 新党護憲リベラル
新党護憲リベラル（しんとうごけんリベラル）は、かつて存在した日本の政党。
なお、後継政党である平和:市民についても本稿で記述する。

## 概要
1994年（平成6年）、細川内閣が進める小選挙区比例代表並立制に反対して社会党内では造反や離党が相次いでいた。
そんな中、1994年（平成6年）9月にMPD・平和と民主運動の呼びかけ人であった田英夫が、代表を務めていた院内会派である護憲リベラルの会を母体としてMPDメンバー（日本学生戦線除名組）による大衆党（後の市民の党）を取り込み、さらに翫正敏（いとうまさとし）、國弘正雄、旭堂小南陵、三石久江ら旧日本社会党国会議員を巻き込んで結成した。後に中尾則幸、金田誠一らも加入した。
社会党右派出身の議員が中心であり、社会主義協会など社会党左派との関連は薄かったが、小選挙区制反対など、左派的政策を取った。1994年（平成6年）12月に新進党が結党されると反新進党の姿勢を取り、村山内閣に協力の姿勢を取った。
財政基盤は弱く、活動資金は政党交付金に頼っていた。なお、助成金を受け取ってはいたものの、政党への公費助成制度には反対していた。ただし、「思想信条の自由に反する」という理由ではなく「議員数によって受け取れる金額に増減があるのは不公平」という理由での反対であった。

## 党史
新党護憲リベラルは1995年（平成7年）1月30日に参議院の院内会派名を新党護憲リベラル市民連合に変更した。
1995年（平成7年）4月の統一地方選挙では、北海道知事選挙で自民党・自由連合の推薦と新党さきがけの支持で立候補した伊東秀子を支援し、前知事横路孝弘の後継で新進党・社会党・公明・民社協会などが推薦した堀達也らと争った（堀が当選、伊東は次点）。更に、東京都東村山市議会議員選挙に、田の関係者矢野穂積を公認候補として擁立するも、次点で落選した。その後矢野は繰り上げ当選するも、無所属として活動した。また、神奈川県議会で1名、横浜市議会で2名を当選させた。
1995年（平成7年）7月の第17回参議院議員通常選挙が近づくにつれ、自社さ連立政権と新進党の対決ムードが広まる中、反新進党を志向し自民党へ接近する田らと、反自民反新進の革新路線を堅持する翫らとの路線対立が表面化し、参院選直前に田、国弘、旭堂、金田、中尾らの平和:市民と翫らの憲法みどり農の連帯に分裂した。三石はどちらにも参加せず、無所属議員となった。
平和:市民は確認団体となり、東京都選挙区で田が当選し1議席獲得したが、他の候補は落選した。その後、平和:市民は解散し、田は椎名素夫（後の無所属の会代表）ら他の無所属議員と新会派の参議院フォーラムを結成後、社民党に移籍した。また、金田、中尾は新党さきがけに移籍した。
憲法みどり農の連帯は得票が全く伸びず、全員落選。以後選挙への候補者擁立はなく、現在は、護憲と環境保護を訴える市民団体として存続している。
なお、分裂の際にジャーナリストの庄幸司郎は、週刊金曜日誌上で憲法みどり農の連帯側を「選挙直前にエゴで市民派を分裂させるとは何事か」と批判したが、翫は「政策を転換させ自民党に擦り寄った平和:市民側にこそ分裂の原因」と反論した。